# Newcastle United Women Football Club
El Newcastle United Women Football Club , más conocido como Newcastle United WFC o simplemente Newcastle Women, es un club de fútbol femenino de Inglaterra. Es la sección femenina del Newcastle United. El equipo compite en la FA Women's National League, cuarta categoría del fútbol femenino inglés. Juega sus encuentros de local en el Druid Park de Woolsington. 
En verano de 2016, se afiliaron al club de forma definitiva, fortaleciendo los vínculos entre el equipo femenino y la fundación Newcastle United, pero no fue hasta 2022 cuando pasa a ser dirigido por la misma propiedad que el equipo masculino, uniendo de forma definitiva ambas secciones.

## Historia
La sección femenina del Newcastle se fundó en el año 1989 para competir de forma profesional, sus primeros rivales fueron el Cowgate Kestrels. En 1996 hicieron su primera aparición en el mítico Estadio de Wembley, en un partido de FA Comunity Shield ante el Manchester United, el resultado final fue una derrota por 2-0.
En 1999, el club logró el ascenso a la Northern Combination Women's Football League de la NWRFL y también ganó la copa de la liga. El club siguió creciendo de forma próspera con jugadoras juveniles y con la oportunidad de entrenar en las instalaciones de la Universidad de Northumbria.
Desde 2001, el club se consolida en la parte alta de la Northern Combination League y tras llegar a varios acuerdos con el Ayuntamiento de Newcastle, se decide trazar un plan de llegar en un máximo de cinco años a la FA Women's Super League.
El 1 de mayo de 2022, el equipo femenino jugaría por primera vez en el estadio St James' Park, consiguieron registrar una cifra de 22.134 espectadores, siendo la mayor asistencia en un partido de fútbol femenino en todo el Reino Unido y todo ello, pese jugar en la cuarta división del país. 
El 27 de agosto de 2022, se anuncia que el equipo femenino pasará también a ser controlado por el PIF de Arabia Saudí, quien meses atrás adquirió el club del nordeste.

## Estadio
El Newcastle United Women Football Club juega en el Druid Park en Woolsington.

## Palmarés
| Competición nacional                               | Títulos | Subcampeonatos |
| -------------------------------------------------- | ------- | -------------- |
| Northern Combination Women's Football League (1/1) | 2011-12 | 2003-04        |
| FA Women's Premier League Northern Division (1/0)  | 2015-16 |                |